# Terry Labonte

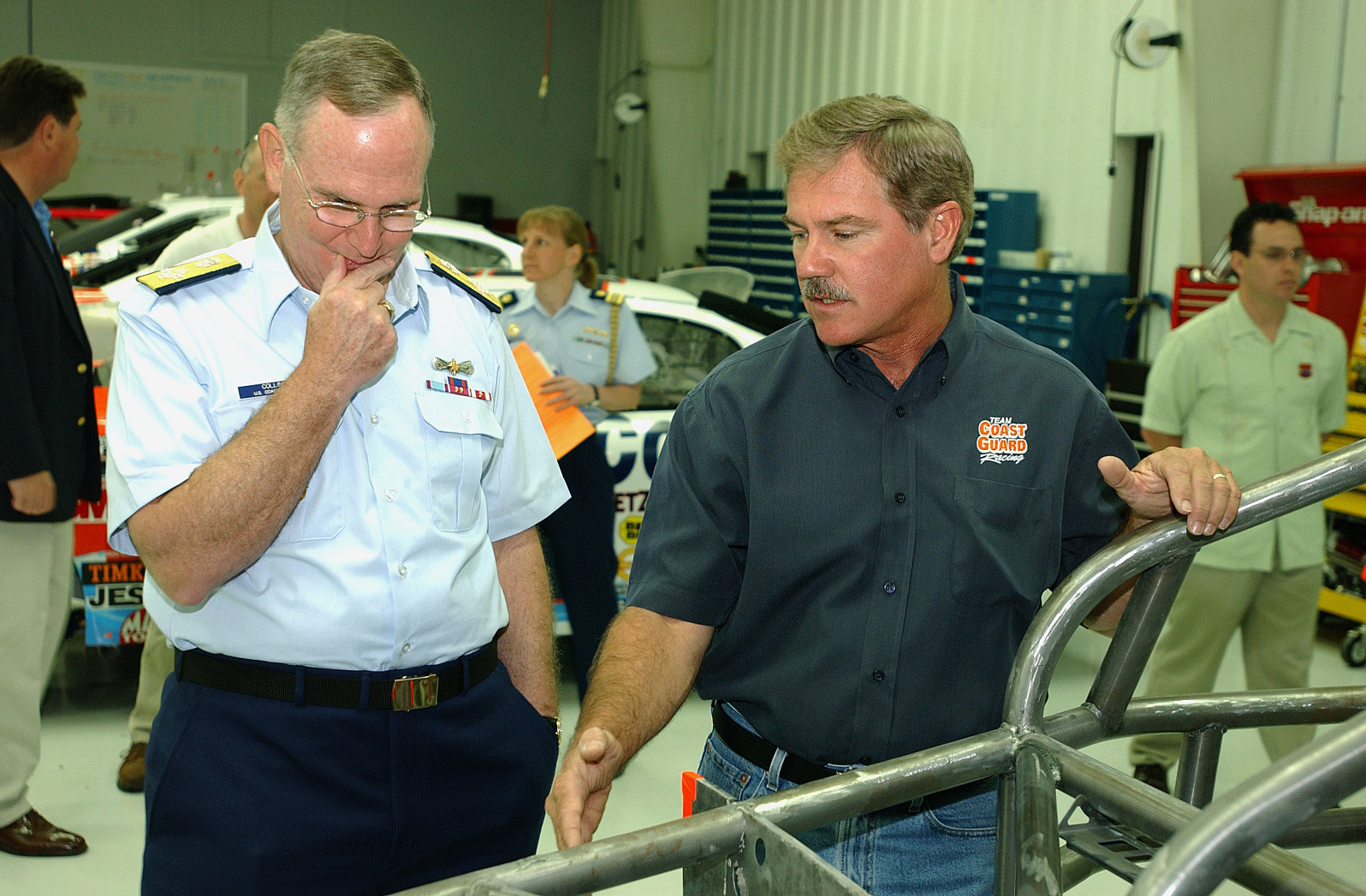
Terry Labonte (derecha), fotografiado en 2005.

Terrance Lee Labonte, más conocido como Terry Labonte (16 de noviembre de 1956, Corpus Christi, Estados Unidos), es un piloto de automovilismo de velocidad retirado estadounidense. Compite actualmente en la NASCAR Cup Series para el equipo FAS Lane Racing. Ganó la Copa NASCAR en 1984 y 1996, finalizó tercero en 1982 y 1987, cuarto 1981 y 1988, quinto en 1983, y sexto en 1995 y 1997.
Labonte ha acumulado 22 victorias y 182 top 5 en la Copa NASCAR. Entre sus triunfos se destacan dos en las 500 Millas Sureñas de Darlington. Nunca ganó las 500 Millas de Daytona, las 500 Millas de Alabama en Talladega ni las 600 Millas de Charlotte, las otras tres carreras clásicas, ni las 400 Millas de Brickyard. Por el contrario, triunfó dos veces en las 500 Millas de Talladega y una vez en las 500 Millas de Charlotte, además de conseguir el Shootout de Daytona de 1985 y la Carrera de las Estrellas de la NASCAR de 1988 y 1999.
El piloto disputó 27 fechas de la International Race of Champions, logrando una victoria en Míchigan 1989, el campeonato 1989 y el subcampeonato 1988. Por otra parte, en 1984 obtuvo la victoria en la clase GTO de las 24 Horas de Daytona y las 12 Horas de Sebring con un Chevrolet Camaro.
Terry es el hermano mayor de Bobby Labonte, y el padre de Justin Labonte, también pilotos de NASCAR.

## Carrera deportiva
Labonte compitió en midgets durante su infancia y en stock cars en su adolescencia. Debutó en la Copa NASCAR en 1978 para Hagan con un Chevrolet, obteniendo un cuarto puesto en su primera prueba, las 500 Millas Sureñas de Darlington. El piloto disputó la temporada 1979 como titular en Hagan con un Chevrolet número 44, resultando décimo en el campeonato con un tercer puesto, un quinto y 13 top 10. Además fue el tercer mejor novato 1979.
Continuando como piloto de Hagan en la Copa NASCAR 1980, Labonte obtuvo su primera victoria en las 500 Millas Sureñas. Con seis top 5 y 16 top 20, quedó octavo en el campeonato. El piloto finalizó cuarto en 1981 con ocho top 5 y 17 top 10, por detrás de Darrell Waltrip, y Bobby Allison y Harry Gant. En 1982 terminó tercero luego de Waltrip y Allison, acumulando 17 top 5 y 21 top 10. Sin embargo, no logró ninguna victorias esas dos temporadas.

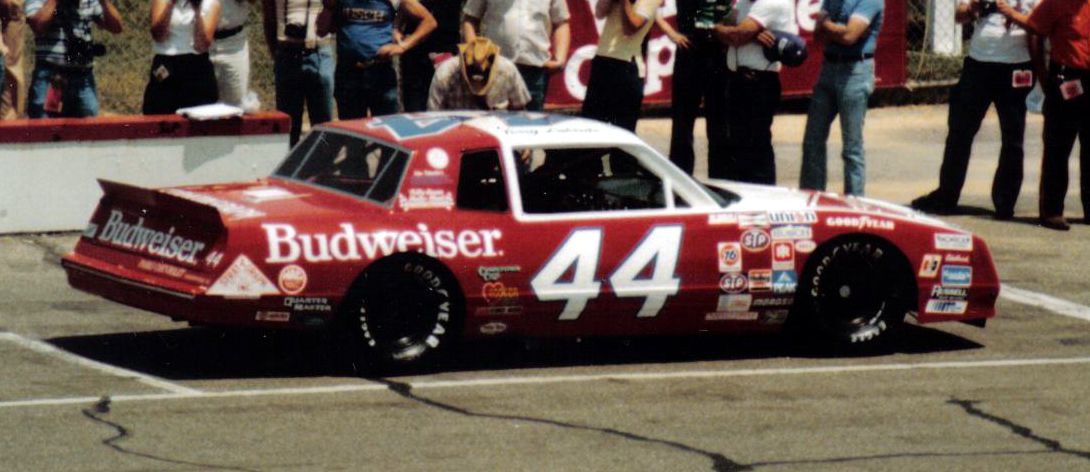
El auto de Copa NASCAR de Terry Labonte en 1983

El texano volvió a obtener un triunfo en 1983, y consiguió un total de 11 top 5 y 20 top 10 para quedar quinto en el campeonato. En 1984, el piloto sumó dos victorias, 17 top 5 y 24 top 10, de modo que obtuvo el campeonato frente a Gant, Bill Elliott, Dale Earnhardt, Waltrip y Allison.
Labonte decayó en su rendimiento las siguientes temporadas. En 1985 finalizó séptimo con una victoria, ocho top 5 y 17 top 10. En 1986 logró una victoria y apenas diez top 10, de modo que terminó 12.º en la tabla de posiciones.
Ante la falta de resultados, Labonte firmó con el equipo de Junior Johnson para la temporada 1987, donde continuó con Chevrolet pero ahora con el número 11. Venció en una carrera y sumó 13 top 5 y 22 top 10, finalizando tercero en el campeonato, aunque lejos de las 11 victorias de Earnhardty las 6 de Ellliott. En 1988 obtuvo una victoria, 11 top 5 y 18 top 10. Por tanto, quedó cuarto en el campeonato, siendo superado por Elliott, Rusty Wallace y Earnhardt. El equipo pasó a utilizar Ford en 1990; el piloto terminó décimo en el campeonato con dos victorias y 11 top 10.
El texano inició la década de 1990 sin poder retornar al pelotón de punta. Al volante de un Oldsmobile, fue 15.º en el campeonato 1990 como piloto de Precisión Products, logrando nueve top 10. Luego disputó dos temporadas nuevamente para Hagan, también con un Oldsmobile Quedó relegado al 18 lugar en 1991 con siete top 10. En 1992 finalizó octavo, acumulando cuatro top 5 y 16 top 10. El piloto tuvo otra temporada desastrosa en 1993: con diez top 10 y ningún top 5, concluyó 18.º en la tabla de posiciones.
Labonte ingresó al equipo Hendrick para la Copa NASCAR 1994, para pilotar un Chevrolet número 5. Ese año consiguió tres victorias, seis top 5 y 14 top 10, que le perimitieron alcanzar la séptima colocación final. El piloto logró otra vez tres victorias en 1995, además de 14 top 5 y 17 top 10, resultando así sexto en el campeonato.

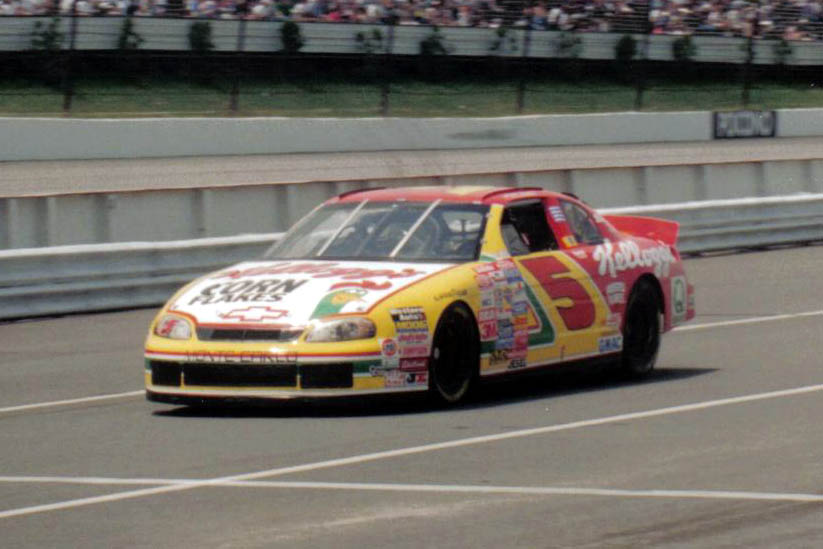
El auto de Copa NASCAR de Terry Labonte en 1997

En 1996, el texano consiguió dos victorias, 21 top 5 y 24 top 10 en las 31 carreras, por lo cual obtuvo su segundo campeonato ante Jeff Gordon, Dale Jarrett, Earnhardt y Mark Martin. Luego finalizó sexto en 1997, con un saldo de dos victorias, ocho top 5 y 20 top 10. En la temporada 1998 logró una victoria, cinco top 5 y 15 top 10, para finalizar noveno en la tabla de posiciones.
Durante el cambio de milenio, Labonte se alejó nuevamente de la pelea por el campeonato. Venció por única vez en 1999, y resultó 12.º ese año, 17.º en 2000, 23.º en 2001 y 24.º en 2002, sin lograr diez top 10 en ninguno de los años. En 2003 obtuvo su última victoria en las 500 Millas Sureñas, casi exactamente 23 años después de su primera en la misma prueba. Ese año logró cuatro top 5 y nueve top 10, de modo que terminó 12.º en la tabla de posiciones. En 2004 logró seis top 10 para finalizar 26.º en su último año como piloto regular en la Copa NASCAR.
En paralelo a su actividad en la Copa NASCAR, Labonte ha obtenido 11 victorias y 47 top 5 en la NASCAR Busch Series. Compitió en la segunda categoría en distintas etapas desde 1985 hasta 2000, aunque nunca como piloto regular. También disputó tres carreras en la NASCAR Truck Series en su temporada inaugural en 1995, logrando una victoria.